# Samuel Dexter

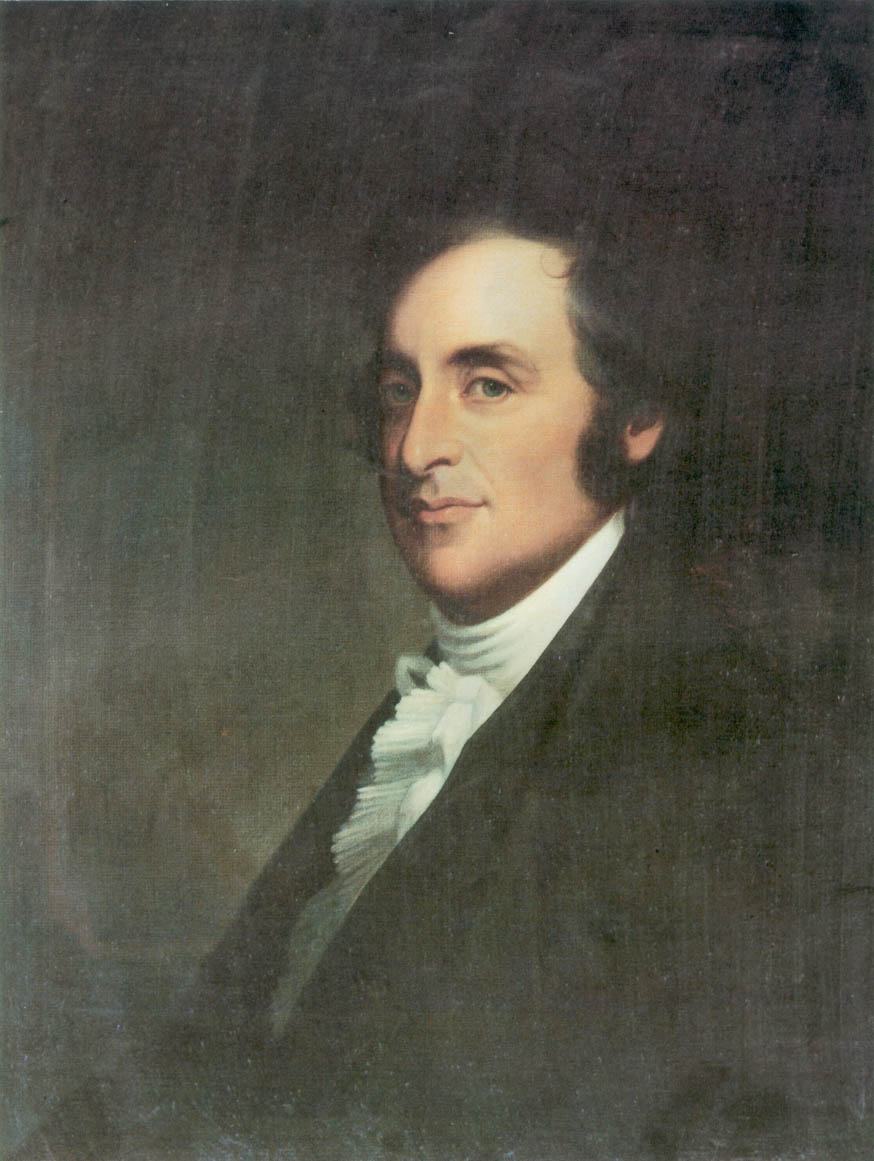
Samuel Dexter

Samuel Dexter (* 14. Mai 1761 in Boston, Province of Massachusetts Bay; † 4. Mai 1816 in Cambridge, Massachusetts) war ein US-amerikanischer Politiker, der im Kongress und Kabinett saß.

## Werdegang
Er absolvierte 1781 die Harvard University und studierte dann Jura bei Levi Lincoln, Sr., dem späteren Justizminister, in Worcester. 1784 wurde er als Anwalt zugelassen und begann in Lunenburg zu praktizieren. Er wurde in das Repräsentantenhaus von Massachusetts gewählt und war dort von 1788 bis 1790 beschäftigt. Danach wurde er über das Repräsentantenhaus in den 3. Kongress der Vereinigten Staaten gewählt und später als Föderalist in den Senat. Im Dezember 1799 schrieb er eine denkwürdige Lobrede zu George Washingtons Tod. 1800 wurde er in die American Academy of Arts and Sciences gewählt. 
Unter Präsident John Adams wurde er zum 1. Juni 1800 zum Kriegsminister ernannt. Während seiner Amtszeit drängte er den Kongress, Maßnahmen für die Ernennung und Vergütung von Feldoffizieren für den laufenden Stabsdienst zuzulassen. Bereits am 31. Januar 1801 schied Dexter wieder aus diesem Amt aus.
Nach dem Rücktritt des Finanzministers Oliver Wolcott, Jr. im Dezember 1800 ernannte der bereits faktisch abgewählte Adams Dexter zum 1. Januar 1801 zum kommissarischen Finanzminister. In dieser Funktion nahm er dem Chief Justice John Marshall den Amtseid ab. Mit dem Amtsantritt des von Adams Nachfolger Thomas Jefferson ernannten Finanzministers Albert Gallatin zum 14. Mai 1801 schied Dexter auch aus diesem Amt nach nur wenigen Monaten wieder aus.
In der Folge lehnte Dexter ein Angebot, Botschafter in Spanien zu werden, ab. 1805 kam er nach Boston zurück und nahm die juristische Tätigkeit wieder auf. Er verließ die Föderalistische Partei, um für die republikanische Sicht des Britisch-Amerikanischen Krieges einzutreten. Seine Kandidatur bei den Gouverneurswahlen von Massachusetts 1814/1815 war erfolglos. Mehrere Angebote von Präsident James Madison unter ihm als Außenminister zu dienen, lehnte Dexter ab. Dexter war ein leidenschaftlicher Anhänger der Abstinenzbewegung und hatte den Vorsitz des ersten offiziellen Vereins in Massachusetts.
Er starb kurz vor seinem 55. Geburtstag und wurde auf dem Mount Auburn Cemetery in Cambridge beigesetzt.